# Marina Roig i Altozano
Marina Roig i Altozano (Barcelona, 1970) és una advocada catalana especialitzada en dret penal i dret penitenciari. Actualment, és la Presidenta de la Secció de Dret Penal de l'Il·lustre Col·legi de l'Advocacia de Barcelona i professora a la Universitat de Barcelona. És coneguda per ser l'advocada de Jordi Cuixart en el judici al procés independentista català.